# Miguel Ángel Díaz
Miguel Ángel Díaz (ur. 27 stycznia 1957 w Chalatenango) były salwadorski piłkarz grający na pozycji obrońcy.

## Kariera klubowa
W czasie kariery piłkarskiej (1977–1995) Miguel Ángel Díaz występował w salwadorskich klubach C.D. Alacranes, C.D. Chalatenango, C.D. Luis Angel Firpo i Cojutepeque F.C. Z drużyną C.D. Luis Angel Firpo trzykrotnie zdobył Mistrzostwo Salwadoru w 1991, 1992 i 1993.

## Kariera reprezentacyjna
Miguel Ángel Díaz występował w reprezentacji Salwadoru w latach 1978–1989. W 1981 uczestniczył w zakończonych sukcesem eliminacjach do Mistrzostw Świata 1982. Na Mundialu w Hiszpanii wystąpił w dwóch spotkaniach z Belgią i Argentyną.

## Kariera trenerska
Od 2005 roku Miguel Ángel Díaz jest trenerem salwadorskiego klubu UES.